# Parlamentswahl in Dschibuti 2023
- UMP: 58
- UDJ: 7

Die Parlamentswahl in Dschibuti 2023 fand am 24. Februar statt. Gewählt wurden alle 65 Mitglieder der Nationalversammlung von Dschibuti.
Die wichtigsten Oppositionsparteien (ARD, MRD und CDU) boykottierten die Wahl.

## Ergebnis
| Listen                                           | Listen                                                          | Stimmen | %    | Mandate |
| ------------------------------------------------ | --------------------------------------------------------------- | ------- | ---- | ------- |
|                                                  | Union pour la majorité présidentielle (RPP – FRUD – PPSD – UPR) | 159.658 | 93,7 | 58      |
|                                                  | Union pour la démocratie et la justice                          | 10.772  | 6,3  | 7       |
| Gesamt                                           | Gesamt                                                          | 170.430 | 100  | 65      |
|                                                  |                                                                 |         |      |         |
| Wahlberechtigte                                  | Wahlberechtigte                                                 | 230.295 |      |         |
|                                                  |                                                                 |         |      |         |
| Quelle: Journal officiel, Décision n° 03/2023/CC |                                                                 |         |      |         |

## Ergebnisse nach Wahlkreisen

Ergebnisse nach Wahlkreisen

| Wahlkreis  | Listen | Listen | Listen | Listen | Gesamt |
| Wahlkreis  | UMP    | UMP    | UDJ    | UDJ    | Gesamt |
| Wahlkreis  | Anzahl | %      | Anzahl | %      | Gesamt |
| ---------- | ------ | ------ | ------ | ------ | ------ |
| Dschibuti  | 81.628 | 89,0   | 10.089 | 11,0   | 91.717 |
| Arta       | 8.683  | 92,7   | 683    | 7,3    | 9.366  |
| Ali Sabieh | 14.551 | 100    | –      | –      | 14.551 |
| Dikhil     | 22.496 | 100    | –      | –      | 22.496 |
| Tadjoura   | 19.858 | 100    | –      | –      | 19.858 |
| Obock      | 12.442 | 100    | –      | –      | 12.442 |